# قرار مجلس الأمن التابع للأمم المتحدة رقم 1381
قرار مجلس الأمن التابع للأمم المتحدة رقم 1381، الذي اعتمد بالإجماع في 27 نوفمبر 2001، بعد النظر في تقرير الأمين العام كوفي أنان بشأن قوة الأمم المتحدة لمراقبة فض الاشتباك (أندوف) وإذ يعيد تأكيد القرار 1308 (2000)، مدد المجلس ولايتها لفترة ستة أشهر أخرى حتى 31 مايو 2002.
ودعا القرار الأطراف المعنية إلى التنفيذ الفوري للقرار 338 (1973)، وطلب إلى الأمين العام أن يقدم تقريرًا عن الحالة في نهاية تلك الفترة.
تقرير الأمين العام عملًا بالقرار السابق بشأن القوة قال أن الوضع بين إسرائيل وسوريا ظل هادئًا دون وقوع حوادث خطيرة على الرغم من أن الحالة في الشرق الأوسط ككل لا تزال خطيرة إلى أن يتم التوصل إلى تسوية. ونوه إلى أن الطرفين قد تعاونا مع القوة رغم أن القيود ظلت على حرية حركتها، وسلط الضوء أيضًأ على مخاطر حقول الألغام.

## وصلات خارجية
- Text of Resolution at UNHCR.org